# Corps de Levi-Civita
Le corps de Levi-Civita est une structure algébrique nommée d'après le mathématicien italien Tullio Levi-Civita. On le note en général {\displaystyle {\mathcal {R}}}.
Le corps de Levi-Civita est un corps totalement ordonné non archimédien ; on peut donc le voir comme un ensemble de nombres contenant des valeurs infiniment grandes et infiniment petites.
Chaque élément a de ce corps peut être représenté comme une série formelle de la forme :
{\displaystyle a=\sum _{q\in \mathbb {Q} }a_{q}\varepsilon ^{q},}
où Q est l'ensemble des nombres rationnels, les coefficients aq sont des nombres réels, et ε s'interprète comme une unité infinitésimale positive.
Cependant il faut également que, pour tout rationnel r, seules un nombre fini de valeurs de q inférieures à r aient un coefficient aq non nul. Cela permet notamment de définir sans ambiguïté la multiplication et la division.
Deux séries sont égales si tous leurs coefficients sont égaux. Les nombres réels apparaissent comme un sous-corps du corps de Levi-Civita si on identifie un nombre réel x à la série où tous les coefficients à l'exception de a0 sont nuls et a0 = x. La relation d'ordre est définie selon l'ordre lexicographique de la liste des coefficients, ce qui revient bien à considérer ε comme une valeur infinitésimale puisque pour tout réel r positif, on a, 0 < ε <  r.

## Exemples
- 7ε est un infinitésimal qui est supérieur à ε, mais inférieur à tout nombre réel positif.
- ε2 est inférieur à ε, et est également inférieur à kε pour tout réel positif k.
- 1+ε est un nombre infiniment proche de 1.
- ε1/2 est supérieur à ε et même plus grand que kε pour tout réel k positif, mais est toujours inférieur à tout nombre réel positif.
- 1/ε est supérieur à n’importe quel nombre réel.
- {\displaystyle 1+\varepsilon +{\frac {1}{2}}\varepsilon ^{2}+\cdots +{\frac {1}{n!}}\varepsilon ^{n}+\cdots } s'interprète comme eε, qui est infiniment proche de 1.
- {\displaystyle 1+\varepsilon +2\varepsilon ^{2}+\cdots +n!\varepsilon ^{n}+\cdots } est élément du corps, car la série doit être interprétée formellement, sans considérer sa convergence.

## Lois internes du corps et relation d'ordre
Soient {\displaystyle a=\sum \limits _{q\in \mathbb {Q} }a_{q}\varepsilon ^{q}} et {\displaystyle b=\sum \limits _{q\in \mathbb {Q} }b_{q}\varepsilon ^{q}} deux séries de Levi-Civita, alors on définit comme suit
- la somme a + b  de deux séries s'obtient en ajoutant les termes membre à membre : {\displaystyle a+b:=\sum \limits _{q\in \mathbb {Q} }(a_{q}+b_{q})\varepsilon ^{q}}.
- leur produit {\displaystyle ab} est le produit de  Cauchy {\displaystyle ab:=\sum \limits _{q\in \mathbb {Q} }\left(\sum \limits _{r+s=q}a_{r}b_{s}\right)\varepsilon ^{q}}.

On peut vérifier cela pour chaque {\displaystyle q\in \mathbb {Q} } l'ensemble {\displaystyle \{(r,s)\in \mathbb {Q} \times \mathbb {Q} :\ r+s=q,\ a_{r}\neq 0,\ b_{s}\neq 0\}} est fini, de sorte que tous les produits sont bien définis et que la série résultante définit une série de Levi-Civita valide.
- un élément a est strictement positif s'il est non nul (c'est-à-dire au moins un coefficient de a est non nul) et le plus petit coefficient non nul de a (sa valuation) est strictement positif.

Muni de ces opérations et de cette relation d'ordre, le corps de Levi-Civita donc bien un corps ordonné. C'est une extension du corps ordonné des réels, auquel on aurait ajouté un infinitésimal positif ε.

## Propriétés et applications
Le corps de Levi-Civita est un corps réel clos, ce qui signifie qu'il peut être algébriquement clos en y ajoutant une unité imaginaire i, ou en autorisant les coefficients complexes.
On peut y définir la plupart des concepts nécessaires pour l'analyse, mais ses éléments peuvent être représentés exactement dans la mémoire d'un ordinateur sous une forme analogue au nombres à virgule flottante.
Le corps de Levi-Civita sert de fondement théorique à la différenciation automatique, une technique d'évaluation des dérivées d'une fonction de manière automatique par un programme informatique.
Le corps de Levi-Civita est également complet, ce qui signifie que toute suite de Cauchy y est convergente. C'est même le plus petit sur-corps de R qui soit non archimédien, réel clos et complet.
Il existe une valuation naturelle sur ce corps : la valuation d'une série est l'exposant rationnel correspondant à son premier coefficient non nul. L'anneau de valuation est l'ensemble des séries bornées par un nombre réel; le corps résiduel est R, et le groupe de valuation est (Q, +) .
En tant que corps valué, le corps de Levi-Civita est henselien (étant un corps réel clos dont l'anneau de valuation est convexe) mais il n'est pas complet sphérique. En revanche, le corps des séries de Hahn à coefficients réels et à valuation dans (Q, +), qui est une extension du corps de Levi-Civita, est complet sphérique. Ce corps contient des séries telles que 1 + ε1/2 + ε2/3 + ε3/4 + ... qui ne sont pas dans le corps de Levi-Civita.

## Relations avec d'autres corps ordonnés
Le corps de Levi-Civita est la complétion du corps R⟪T⟫ des séries de Puiseux sur le corps des nombres réels, c'est-à-dire qu'il est l'ensemble des limites des suites de Cauchy de R⟪T⟫.

### Sous-corps
Le corps de Levi-Civita admet pour sous-corps
- Le corps R des nombres réels
- Le corps  R(ε) des fonctions rationnelles d'indéterminée l'infinitésimal positif ε.
- Le corps R((ε)) des séries formelles de Laurent sur R.
- Le corps R⟪ε⟫ des séries de Puiseux, comme vu précédemment.

### Extensions
Le corps de Levi-Civita est un sous-corps des corps suivants:
- Le corps R[[εQ]] des séries de Hahn à coefficients réels et exposants rationnels.
- Le corps TLE des transséries logarithmiques-exponentielles.
- Le champ No(ε0) des nombres surréels dont la date de naissance est inférieure à l'ordinal transfini ε0 (le premier des nombres epsilon).
- Les corps de nombres hyperréels construits à l'aide des ultrapuissances de R et d'un ultrafiltre libre sur N, bien qu'il n'y ait pas de plongement canonique